# Art déco építészet Magyarországon
A 20. század első felének egyik stílusirányzatát art déconak (franciául: art décoratif „díszítőművészet” rövidítése) nevezik. Az art déco Magyarországon is megjelent, és több műalkotás keletkezésére hatott. A magyar art déco építészet nem volt önálló, itt leginkább az architektúrától függetlenedő geometrikus dísz rokonítható ehhez a stílushoz.

## Jellemzői
Az art déco a két világháború közötti időszakban (1920-as és 1930-as évek) volt jelen a világ építészetében, a maga korában főként „cikcakk dekoráció”-ként hivatkoztak rá. Ahogy a korábbi stílusok, gyakran ez sem önmagában jelentkezett, hanem más stílusok mellett hatott egy-egy épület kialakítására.
A „magyar art déco”-t is jellemzően a két világháború közötti stílusként tartják számon. Ennek ellenére már 1920 előtt is épült olyan épületek, amelyek stílusukban (legalább részben) erősen hasonlítanak a későbbi art déco-s épületekhez. Példa erre Lajta Béla (1873–1920) több épülete. Lajtát éppen ezért a stílus egyik hazai előfutáraként tartják számon.
„A magyar art deco épületállomány a szecessziós tizedét sem éri el, a magyar városok arculatát – leszámítva a XI. kerület egy kisebb részét – nem határozta meg. Földrajzi, és így történelmi-gazdasági okokból a francia kubizmus helyett inkább a német expresszionizmus, Bécs és Hamburg hatása érezhető. A klasszicizmus helyett elnagyolt barokkos, míg az ókori egyiptomi és keleties hatások helyett népművészeti motívumok lelhetők fel benne. Az 1920‑as évek második felében a növényi ornamensek domináltak, az évtized végén a kubista-expresszionista gúla- és ékformák, amelyeket 1930 körül felváltott a homlokzatok vízszintes sávozása, hogy aztán pár évre rá ez az építészet is belesimuljon a modernizmus uniformizálódó formanyelvébe.”
Fontos kiemelni, hogy a magyar art décoval párhuzamosan legalább 3 másik stílus érvényesült a két világháború közötti építkezéseknél:
- újeklektika / két világháború közötti eklektika[3]
- népies stílus[4] / népies szecesszió[5] / „Fiatalok”[6]
- korai modern (premodern)[7] / klasszikus modern[8] építészet

## Art déco irányzathoz legalább részben köthető magyar épületek
- a lista egyes épületei stílus alapján olykor szerepelhetnek a késő historizmus, a szecesszió, és a magyar premodern építészetet bemutató írásokban is.

### Budapest: Előzmények, „korai art déco” (1900–1920)

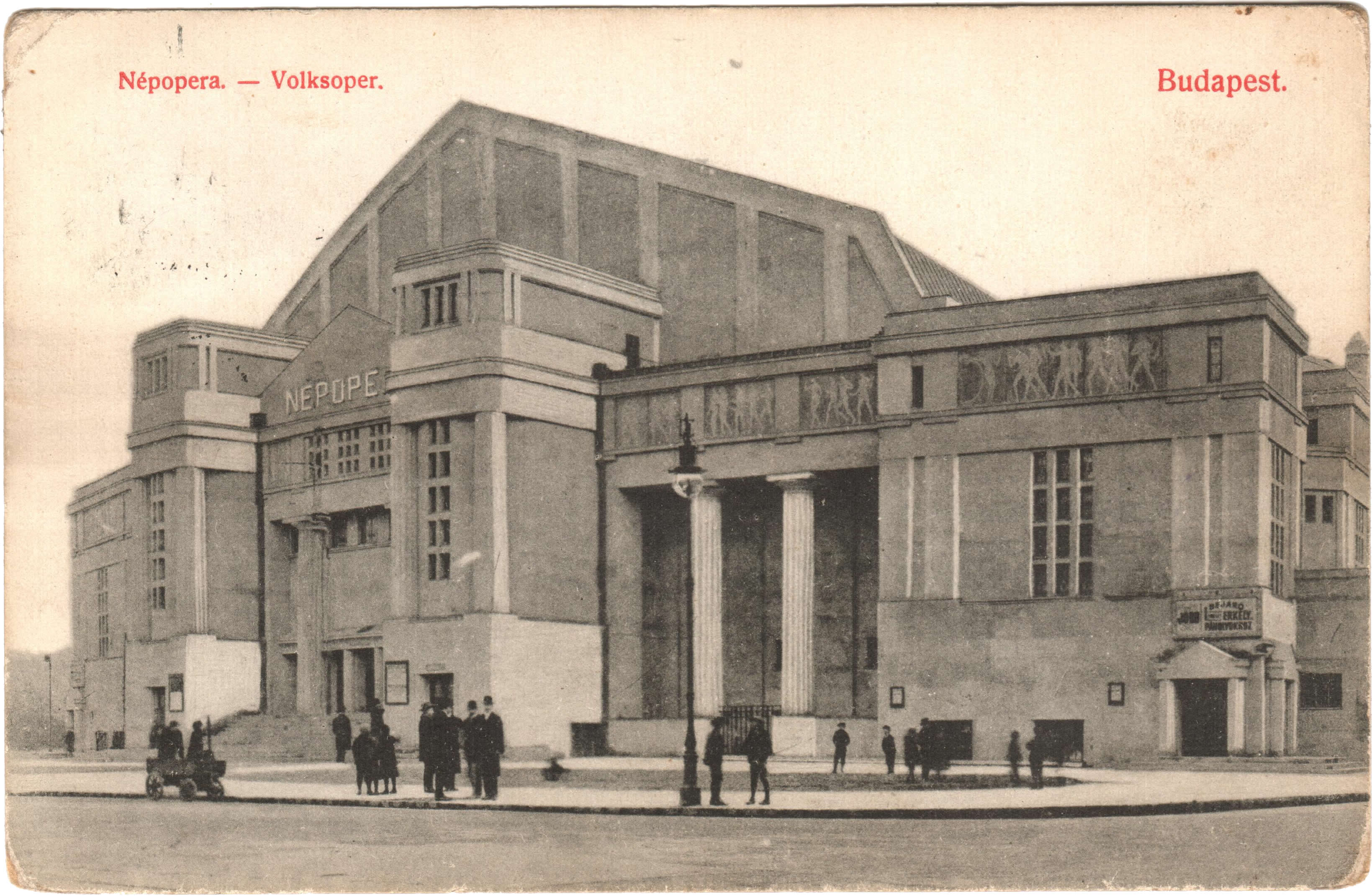
A Népopera a 20. század tízes éveiben

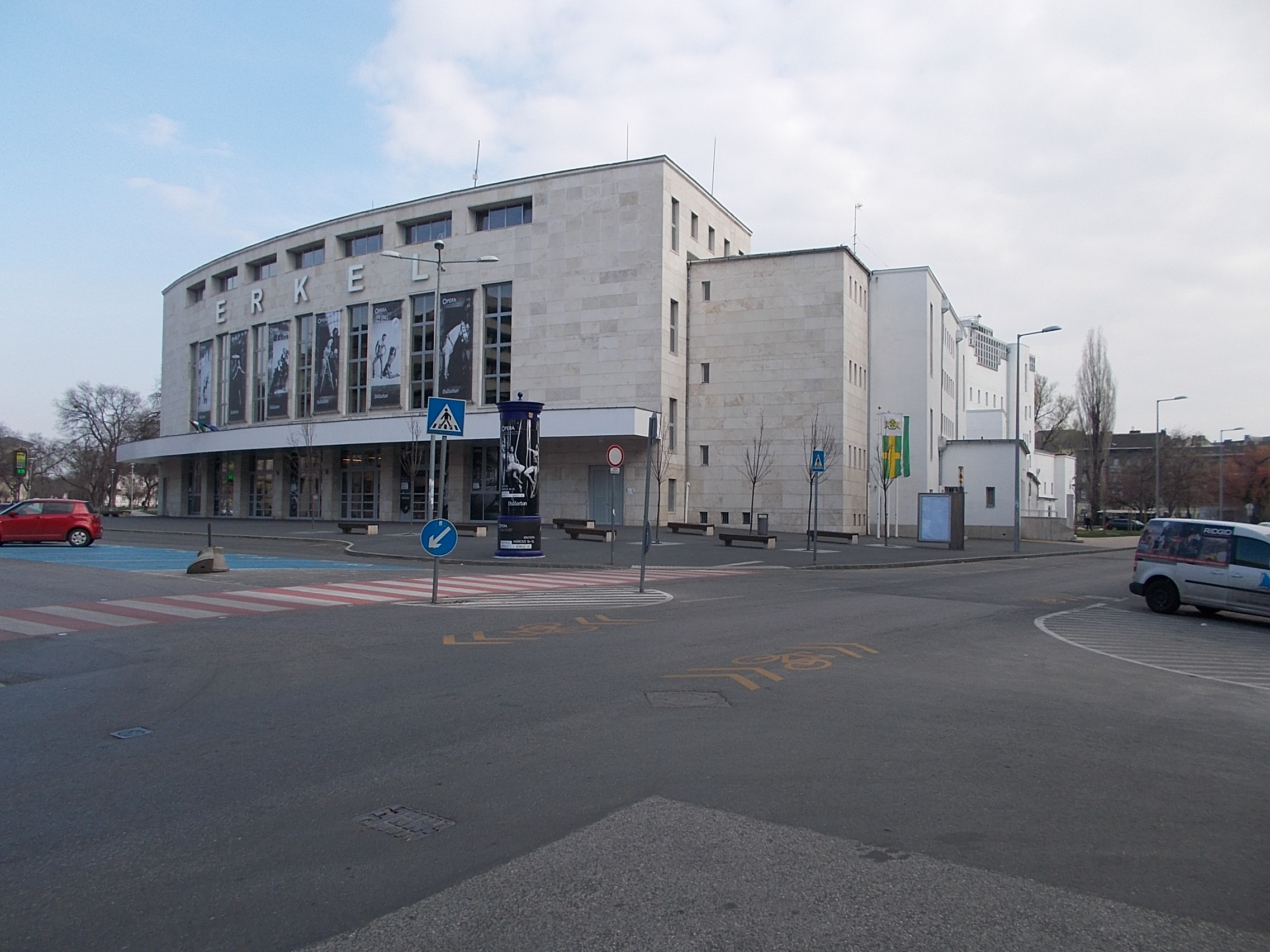
A Népopera napjainkban Erkel Színházként működik. A későbbi átalakítások gyakorlatilag teljesen felismerhetetlenné tették az épület eredeti stílusát (2016-os felvétel)

- 1907–1909: volt Parisiana mulató, 1061 Budapest, Paulay Ede utca 35., Lajta Béla[1]
- 1908: A Salgótarjáni utcai zsidó temető ravatalozója, 1087 Budapest, Salgótarjáni utca 6. Lajta Béla
- 1911: Népopera (ma: Erkel Színház), 1087 Budapest, II. János Pál pápa tér 30, Jakab Dezső, Komor Marcell és Márkus Géza[9]
- 1911–1912: ELTE Apáczai Csere János Gyakorló Gimnázium és Kollégium, 	1053, Budapest, Papnövelde utca 4-6. Reichl Kálmán[10]
- 1912–1913: Cseh-Magyar Iparbank (ma: OTP fiók), 1051 Budapest, Nádor utca 6. Málnai Béla[11]
- 1912–1913: Kazinczy utcai zsinagóga, 1075 Budapest, Kazinczy u. 29-31. Löffler Sándor és Béla[12]
- 1912–1931: Budapest Kerületi Munkásbiztosító Székháza (ma: az Országos Társadalombiztosító Intézet székháza) 1081 Budapest, Fiumei út 19/a, Komor Marcell, Jakab Dezső, Soós Aladár és Komor János – az épület különösen jellemző, kifejezetten art déco-s tornyát 1969-ben lebontották[8][10]
- 1913–1933: Kelenföldi Erőmű, 1117 Budapest, Hengermalom út 60. Reichl Kálmán és Borbiró Virgil[13]
- 1912–1918: az Adriai Biztosító Társulat székháza (ma: The Ritz-Carlton, Budapest szálloda) 1051 Budapest, Erzsébet tér 9-10. Tőry Emil, Pogány Móric[14] – az épületre eredetileg art deco jellegű óratorony is került volna, ez azonban végül nem valósult meg[15]
- 1913: Első Katonai Biztosító Intézet bér- és székháza (ma: Belvárosi Színház), 1075 Budapest, Károly krt. 3/a. Hoepfner Guidó és Györgyi Géza – az épület különösen jellemző, 5 darab, kifejezetten art déco-s tornyát az 1950-es években lebontották[16]
- 1913–1931: ELTE Radnóti Miklós Gyakorlóiskola, 1146 Budapest, Cházár András utca 10. Lajta Béla-Hegedűs Ármin-Böhm Henrik[17][18][19]
- 1913–1922: Fő utcai börtön (ma: Gyorskocsi utcai büntetés-végrehajtási intézet), 1027 Budapest, Gyorskocsi u. 25. (Hübner Jenő-Jablonszky Ferenc)[8][20]
- 1913–1915: Fegyver- és Gázkészülékgyár, 1095 Budapest, Soroksári út 158. Gut Árpád és Gergely Jenő[10]
- 1914: Újpesti Könyves Kálmán Gimnázium, 1043 Budapest, Tanoda tér 1. Tőry Emil és Pogány Móric[10]
- 1910-es évek: Than Károly Ökoiskola Gimnázium, Szakközépiskola és Szakiskola, 1023, Budapest, Lajos u. 1-5.

### Budapest: Art déco (1920–1940)
- 1923–1924. Kaszab Poliklinika (Pesti Izraelita Hitközség orvosi rendelőintézete, ma: Nemzeti Szakértői és Kutató Központ Országos Toxikológiai Szakértői Intézet), 1135 Budapest, Vágány utca 2. (az épületet teljesen átalakították)
- 1920: A Hangya Szövetkezet egykori székháza, 1093 Budapest, Közraktár utca 30. Györgyi Dénes[21]
- 1923–1928: Magyar Posta Központi Járműtelep, 1149 Budapest, Egressy út 35-51. (Hübner Jenő, Bierbauer István)[22]
- 1926–1930: lakóház, 1055 Budapest, Honvéd utca 22–24., Györgyi Dénes (és Román Ernő)[1]
- 1926–1927: lakóház, 1055 Budapest, Balassi Bálint utca 9-11.[23]
- 1927–1928: lakóház, 1116 Budapest, Fehérvári út 88., Rerrich Béla[1]
- 1927–1930: székesfővárosi villamos hőerőműtelep kapcsolóháza és vezérlőterme, 1117 Budapest, Hengermalom út 60., Borbíró (Bierbauer) Virgil[1]
- 1928: Vasas Szakszervezeti Szövetség Székháza, 1086 Budapest,  Magdolna utca 5-7. Tauszig Béla-Róth Zsigmond[24]
- 1928: lakóház, 1137 Budapest, Radnóti Miklós utca 21/B, Jánszky Béla és Szivessy Tibor[1]
- 1928–1929: lakóház, 1136 Budapest, Pannónia utca 19., Spiegel Frigyes és Kovács Endre[1]
- 1929–1930: transzformátorház, 1055 Budapest, Markó utca 9., Györgyi Dénes (és Román Ernő)[1]
- 1929: lakóház, 1077 Budapest, Wesselényi utca 26., Barát Béla és Novák Ede[1]
- 1929: bérház, 1074 Budapest, Dohány utca 46. Vágó László[25][26]
- 1929–1930: Nemzeti Sportuszoda, 1138 Budapest, Margitsziget 23800, Hajós Alfréd[1]
- 1930–1931: Kőbányai evangélikus templom, 1105 Budapest, Kápolna u. 14. Frecska János[27]
- 1930: Dandár Gyógyfürdő, 1095 Budapest Dandár u. 3. K. Császár Ferenc[8][28][29]
- 1931: Hősök temploma, 1074 Budapest, Dohány u. 2. Vágó László[26]
- 1931: »Gellért-udvar« társasház, 1113 Budapest, Kosztolányi Dezső tér 4., Martonosi Baráth Lajos[1]
- 1931: Tüdőbeteggondozó Intézet, 1027 Budapest, Fekete sas utca 6. Almási Balogh Lóránt[8][10]
- 1932: lakóház, 1011 Budapest, Bem rakpart 25/A, Glock Imre[1]
- 1933: Tüdőbeteggondozó Intézet, 1134 Budapest, Dévai utca 15/A[10]
- 1933–1936: lakóház, 1137 Budapest, Szent István park 6. (tervező nem ismert)[30]
- 1933–1934: Rákosszentmihályi evangélikus templom, 1161 Budapest, Hősök tere 10-11. Sándy Gyula
- 1936: Lakóépület és mozi az Atrium szövetkezet részére (később Átrium Film-Színház), 1024 Budapest, Margit körút 55. Kozma Lajos[31]
- 1936–1937: lakóház, 1027 Budapest, Bem József utca 24., Gregersen Hugó[1]
- 1936–1937: lakóház, 1072 Budapest, Rákóczi út 12., Wälder Gyula[1]
- 1936-1937: lakóház, II. Varsányi Irén utca 6., Martsekényi Imre[32]
- 1937–1938: Madách-házak, 1075 Budapest, Károly körút 13-15, Wälder Gyula és társai[1]
- 1938–1941: Rákospalota-óvárosi református templom, 1151 Budapest, Kossuth Lajos utca 1. Csaba Rezső[10][33]
- 1940: lakóház, 1114 Budapest, Ulászló utca 17., Faragó Sándor[1]
- 1940: lakóház, 1095 Budapest, Mester utca 15., Kellerman László[1]
- 1941–1942: lakóház, 1036 Budapest, Kolosy tér 1/A, Kellerman László[1]
- 1942: kapuzat, 1133 Budapest, Thurzó utca 5. (Kárpát utca 3.), (építész: Tömböly Dénes)[1]

## Vidéki alkotások
- 1924–1926: Városháza, Mohács, Széchenyi tér 1. Árkay Aladár[34]
- 1925: Kner-villa, Gyomaendrőd, Kossuth Lajos utca 16. Kozma Lajos[34]
- 1925–1927: volt Gazdasági Szakiskola (ma: Szent István Egyetem, Tessedik Campus), Szarvas, Szabadság utca 1–3. vitéz Nászay Miklós és Lakos Miklós[34]
- 1926–1928: Mozi, Kaposvár, Noszlopy Gáspár utca 1. Lamping József és Horváth Andor[34]
- 1928: Magyar-Olasz Bank Rt. egykori bérháza, Békéscsaba, Andrássy út 12., Münnich Aladár[34]
- 1928: Izraelita Hitközség egykori bérháza, Debrecen, Hatvan utca 6. Sajó István[34]
- 1928–1930: egykori gyógyszálló (ma: Bányászati Szanatórium), Komló-Sikonda, Fürdő utca 4., Pilch Andor[34]
- 1929–1930: egyetemi tanárok lakóháza, Pécs, Vargha Damján utca 4. Kőszeghy Gyula[34]
- 1930: volt református elemi népiskola (ma: Bocskai István Általános Iskola), Derecske, Szováti utca 2. Csanak József[34]
- 1930–1931: egykori elemi iskola (ma: Újvárosi Általános Iskola), Baja, Deák Ferenc utca 11., Nagy András[34]
- 1930 k.: Városi vízmű, Eger, Petőfi tér. Hevesy Sándor[34]
- 1931: Nitrogénművek tisztviselőtelepe és gyáregyüttese, Pétfürdő, Hősök tere 14. Münnich Aladár / Wellisch Andor és Vydareny Iván / Quittner Ervin[34]
- 1931–1934: Kiskunfélegyháza vasútállomás, Kiskunfélegyháza, Kossuth Lajos u. 37., Heimann Nándor[34]
- 1932: Hősök mauzóleuma, 4027 Debrecen, Bölcs u. 16., Kismarty-Lechner Jenő–Szontágh Pál[35]
- 1932 k.: Városi Sportuszoda, Cegléd, Rákóczi út 31., dr. Kádár Antal[34]
- 1932: bérház, Debrecen, Vásáry István utca 6. Sajó István[34]
- 1933 k.: bérház, Debrecen, Vásáry István utca 8. Sajó István[34]
- 1934: dr. Furtényi Géza háza, Pécs, Apáca utca 19., Tarai (sz. Čačinović) Lajos[34]
- 1934: Református templom, Nagykanizsa, Kálvin tér 1. Vécsey Barnabás[34]
- 1935: Római Katolikus Plébánia, Pusztaszabolcs, Adonyi utca 46. Vitéz Irsy László[34]

## Art déco stílusban is alkotó magyar építészek
- Lajta Béla[2]
- Reichl Kálmán
- Jakab Dezső
- Komor Marcell
- Márkus Géza
- Málnai Béla
- Sós Aladár
- Borbiró Virgil
- Hoepfner Guidó
- Hegedűs Ármin
- Hübner Jenő
- Gut Árpád
- Gergely Jenő
- Tőry Emil
- Pogány Móric
- Tauszig Béla
- Róth Zsigmond
- Jánszky Béla
- Szivessy Tibor
- Spiegel Frigyes
- Kovács Endre
- Barát Béla
- Novák Ede
- Vágó László
- Frecska János
- Almási Balogh Loránd
- Kozma Lajos
- Csaba Rezső
- Faragó Sándor
- Kellerman László
- Gregersen Hugó
- Györgyi Dénes[36]
- Wälder Gyula[37]
- Magos Dezső[38]
- Hajós Alfréd
- Novák Ede[39]
- Kismarty-Lechner Jenő
- Sajó István[40]
- Szontágh Pál
- Gonda Károly[41]
- Román Ernő és Román Miklós[42]
- Münnich Aladár[43]

Egyéb építészek ld.: Bolla Zoltán: A magyar art deco építészet, i. m., tartalomjegyzék

## Tervben maradt art déco jellegű épületek

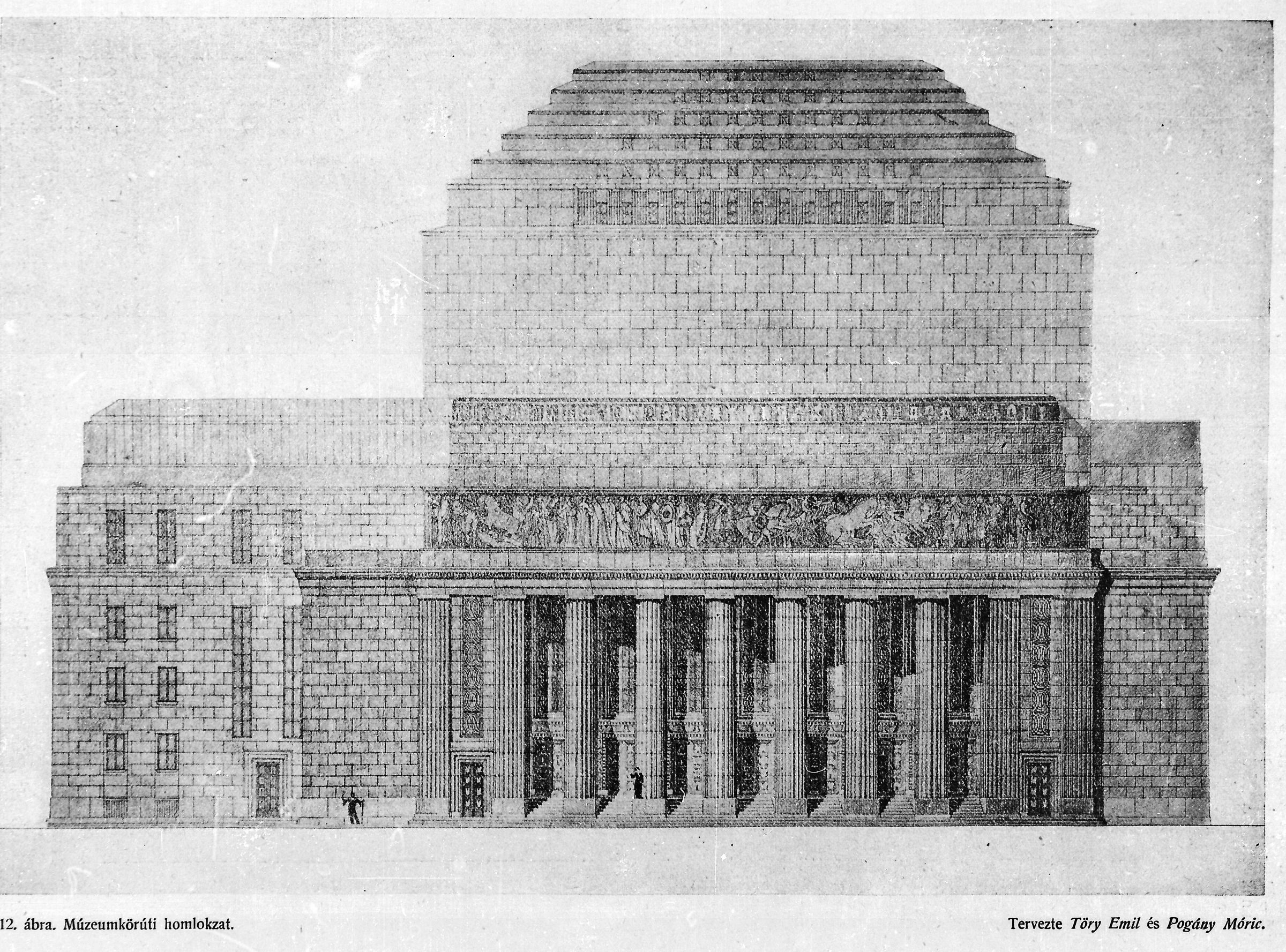
Tőry Emil és Pogány Móric terve az Új Nemzeti Színházra

A 20. század első felében több olyan köz- és magánépület gondolata felmerült, amelyek később (gyakran anyagi forrás hiányában) nem valósultak meg. Az egyes épületre kiirt pályázatokra beérkezett között sok kifejezetten art déco jellegű épületet mutatott be. Ilyeneket tartalmaz az alábbi lista:
- 1911: Budapesti közösségi könyvtár és közművelődési intézet[15][44]
- 1913: Újságpalota (Rákóczi út)[15]
- 1913: Új Nemzeti Színház[45]
- 1927: Kiskörúti toronyház (Deák tér, Anker-ház mellé)[46]
- 1928: 34 emeletes toronyház (Rókus Kórház helyén)[46]
- 1936: új Városház a Duna-parton (a Margit-szigettel szemben feküdt volna a pesti oldalon)[15]

## Képtár

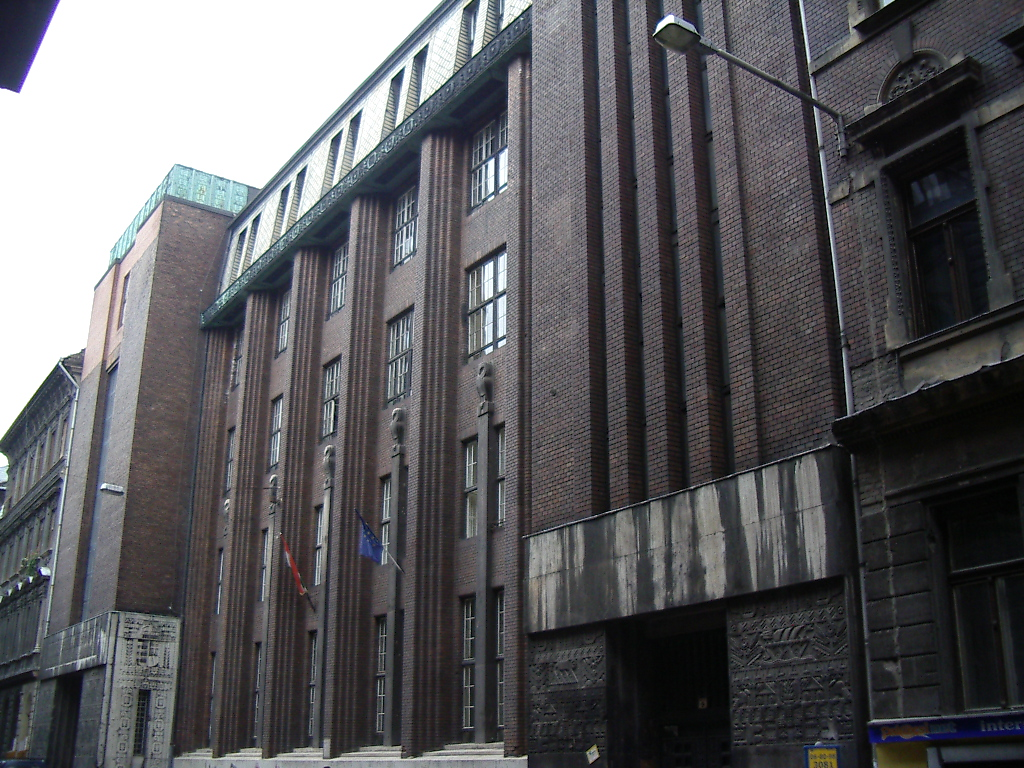
Gróf Széchenyi István Felsőkereskedelmi Fiúiskola
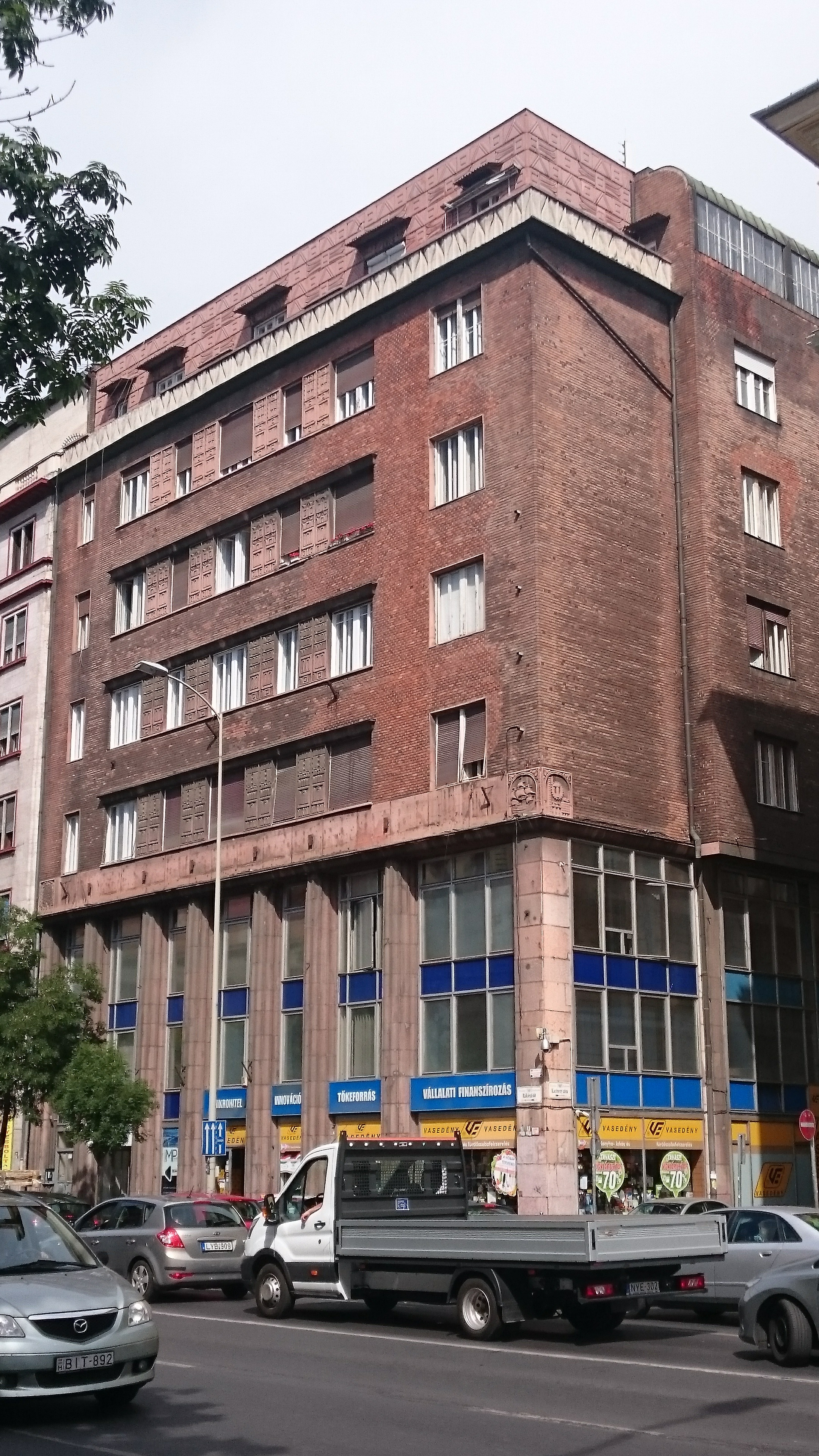
Erzsébetvárosi Takarékpénztár
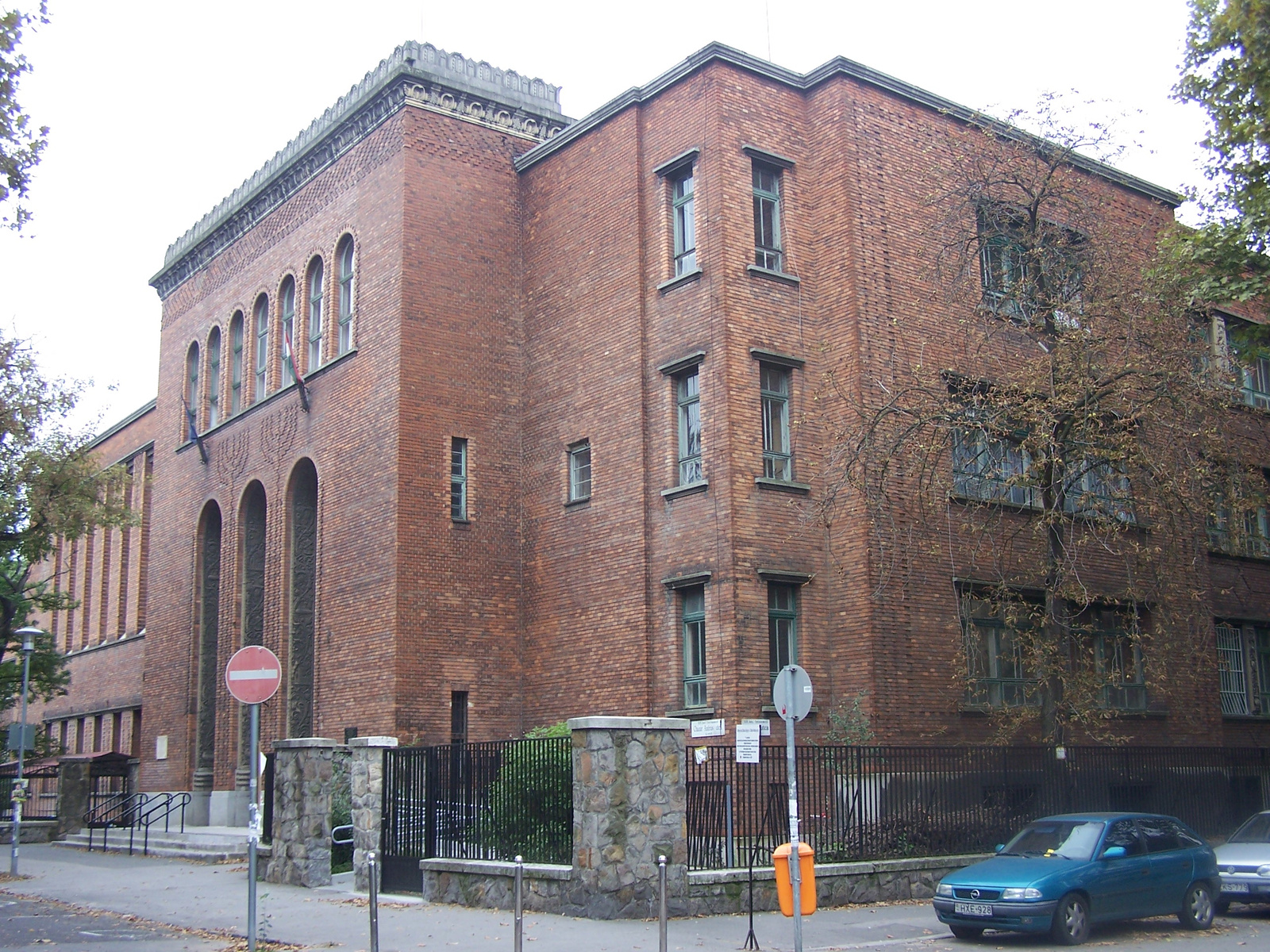
Radnóti Miklós Gyakorlóiskola
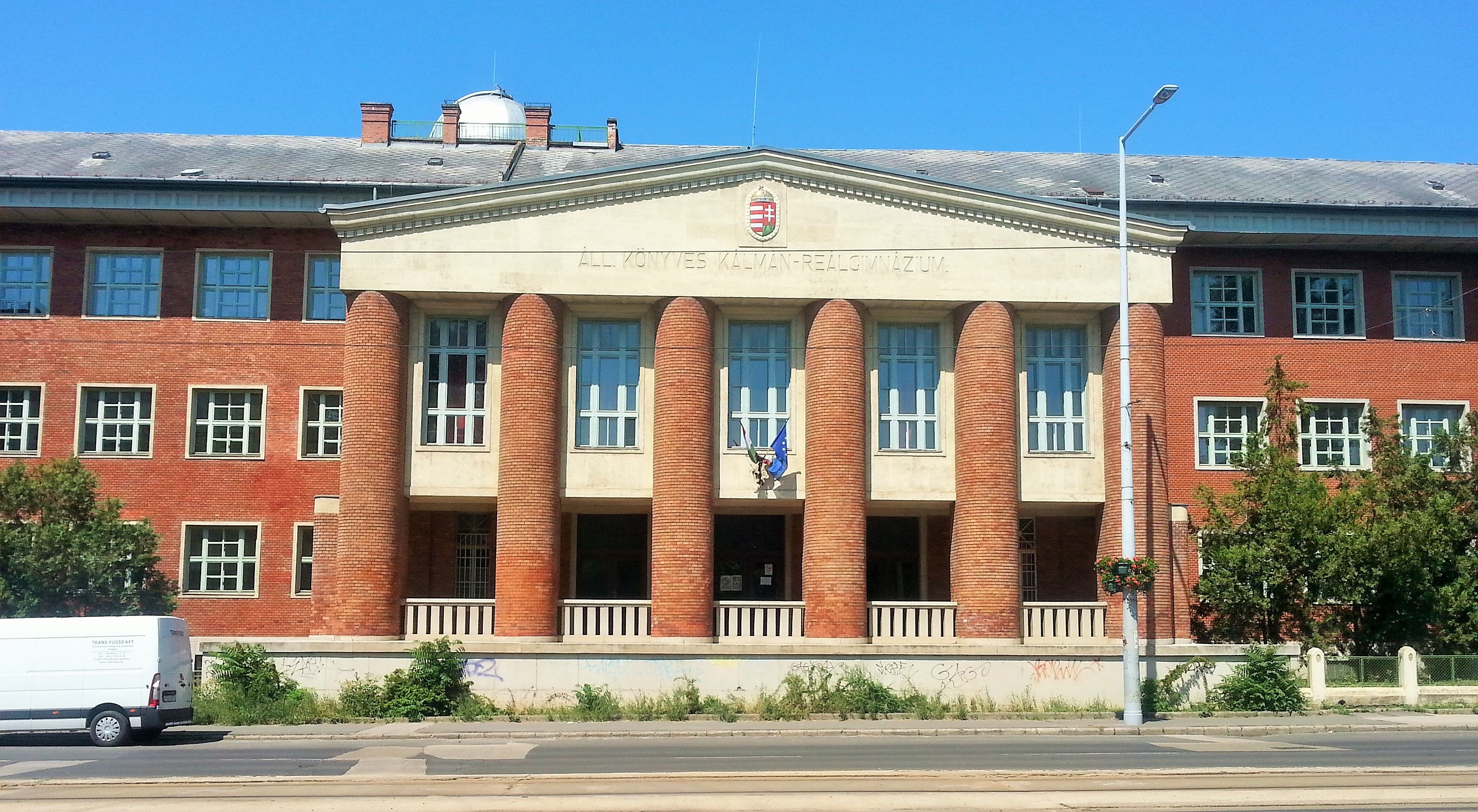
Újpesti Könyves Kálmán Gimnázium
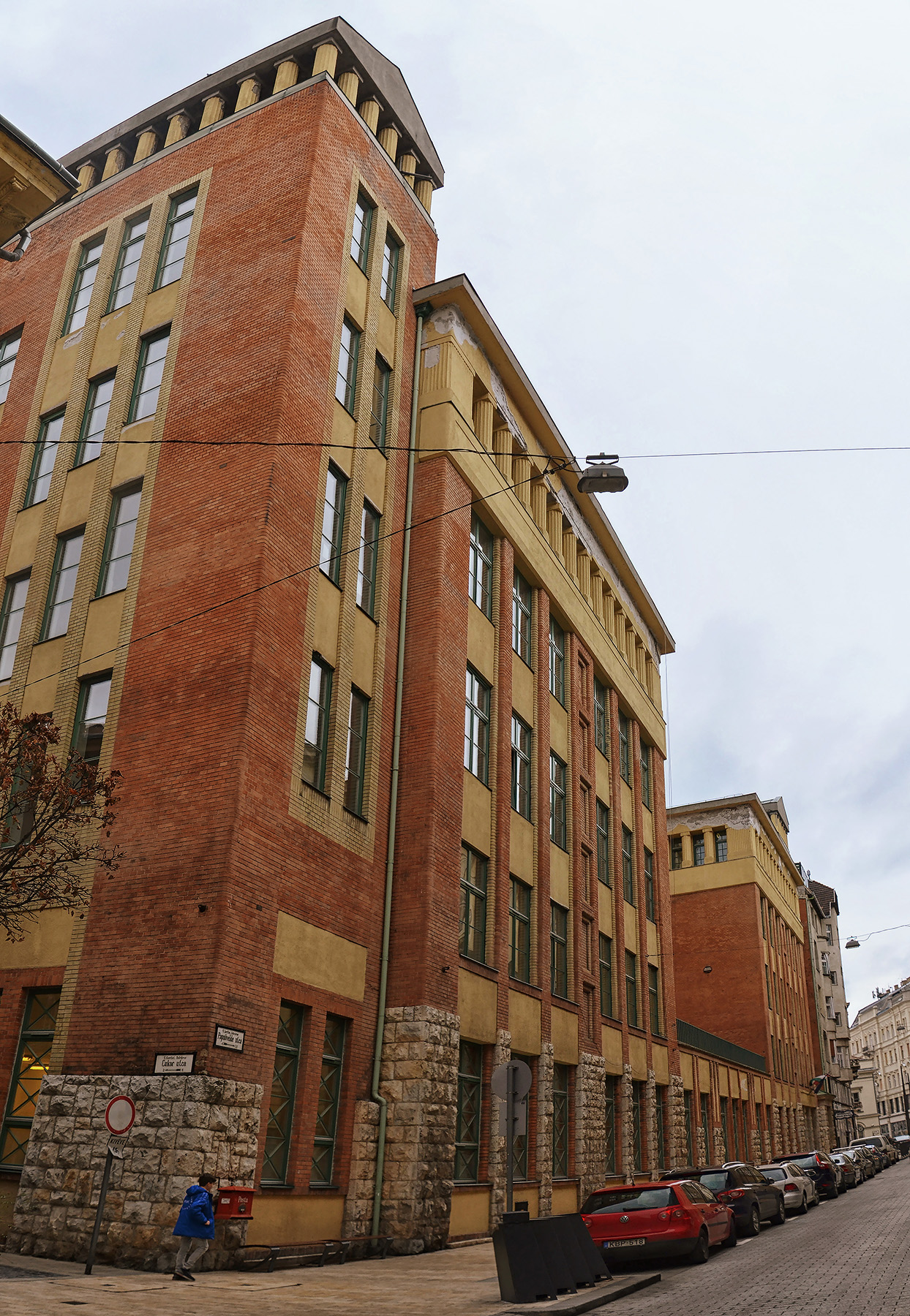
Apáczai Csere János Gyakorlógimnázium
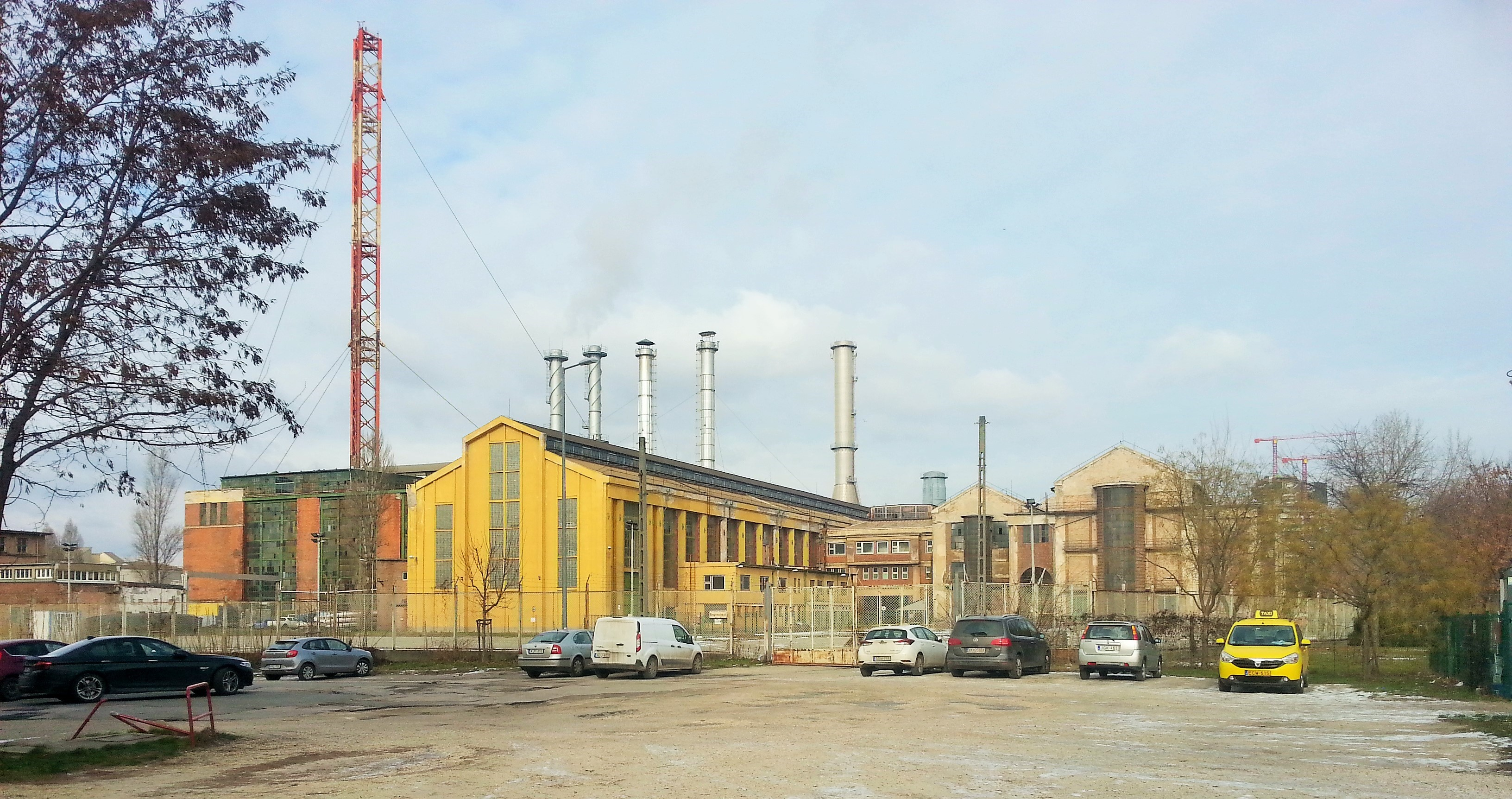
Kelenföldi erőmű
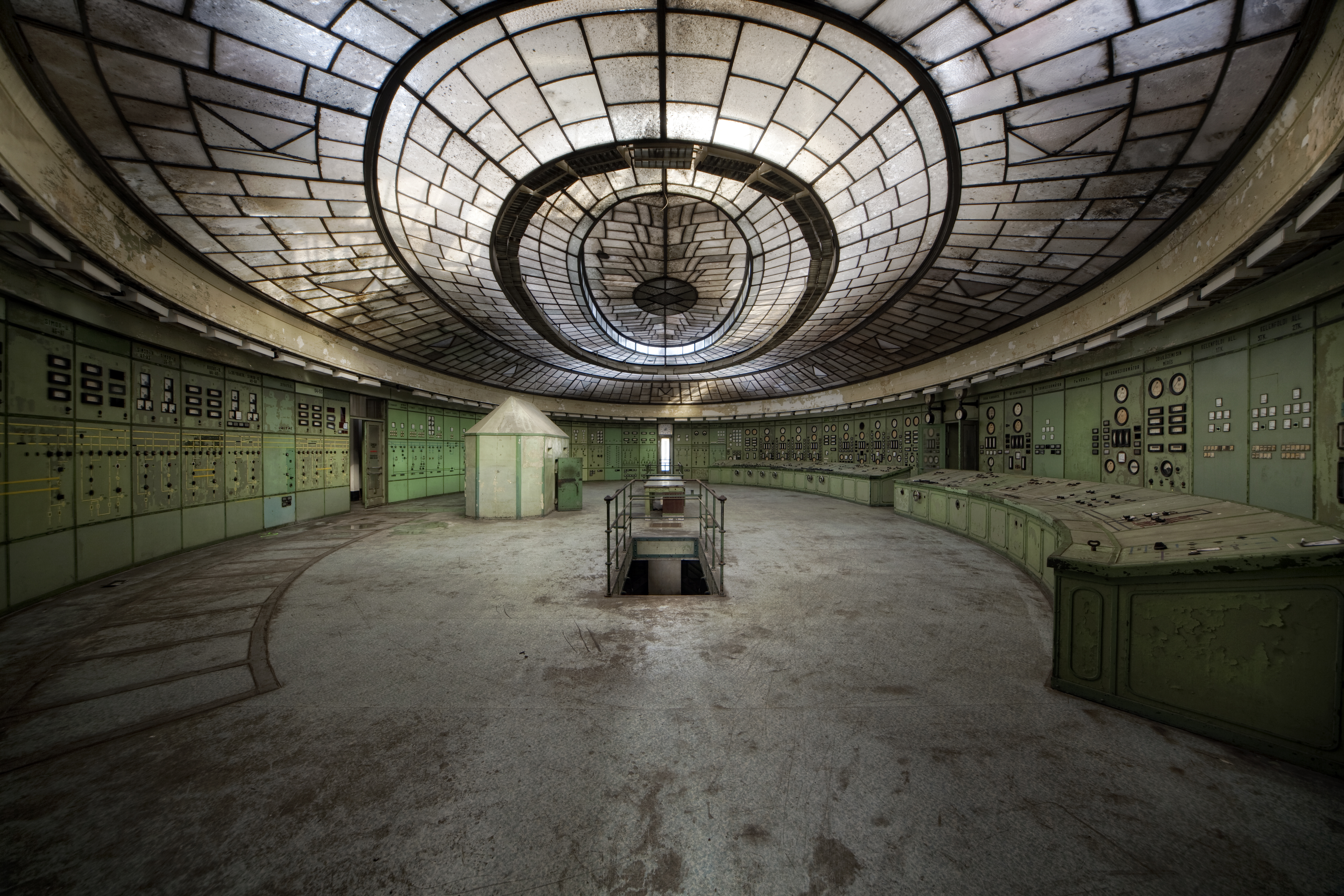
Kelenföldi erőmű irányítóterme
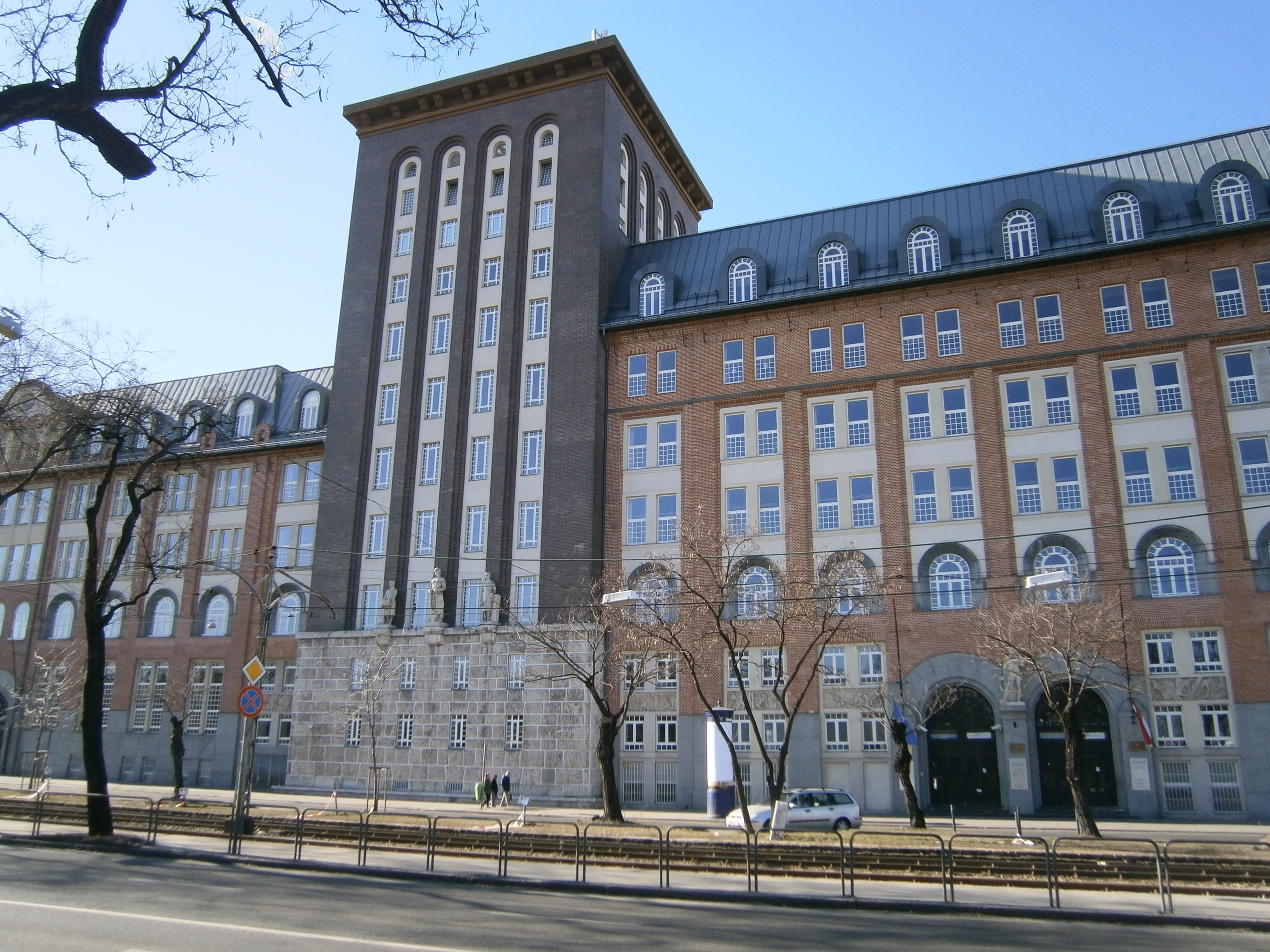
Budapest Kerületi Munkásbiztosító Székháza
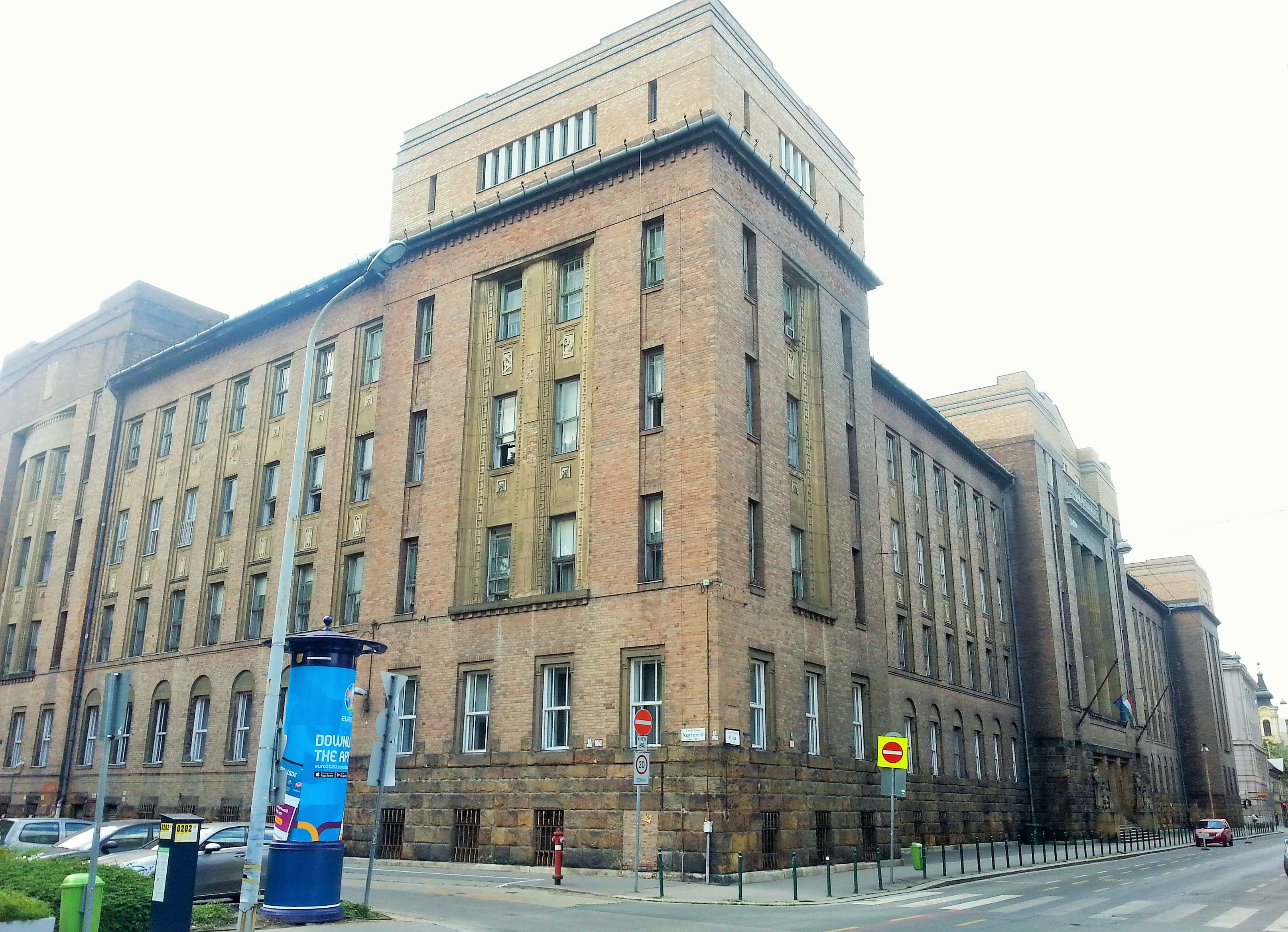
Fő utcai börtön
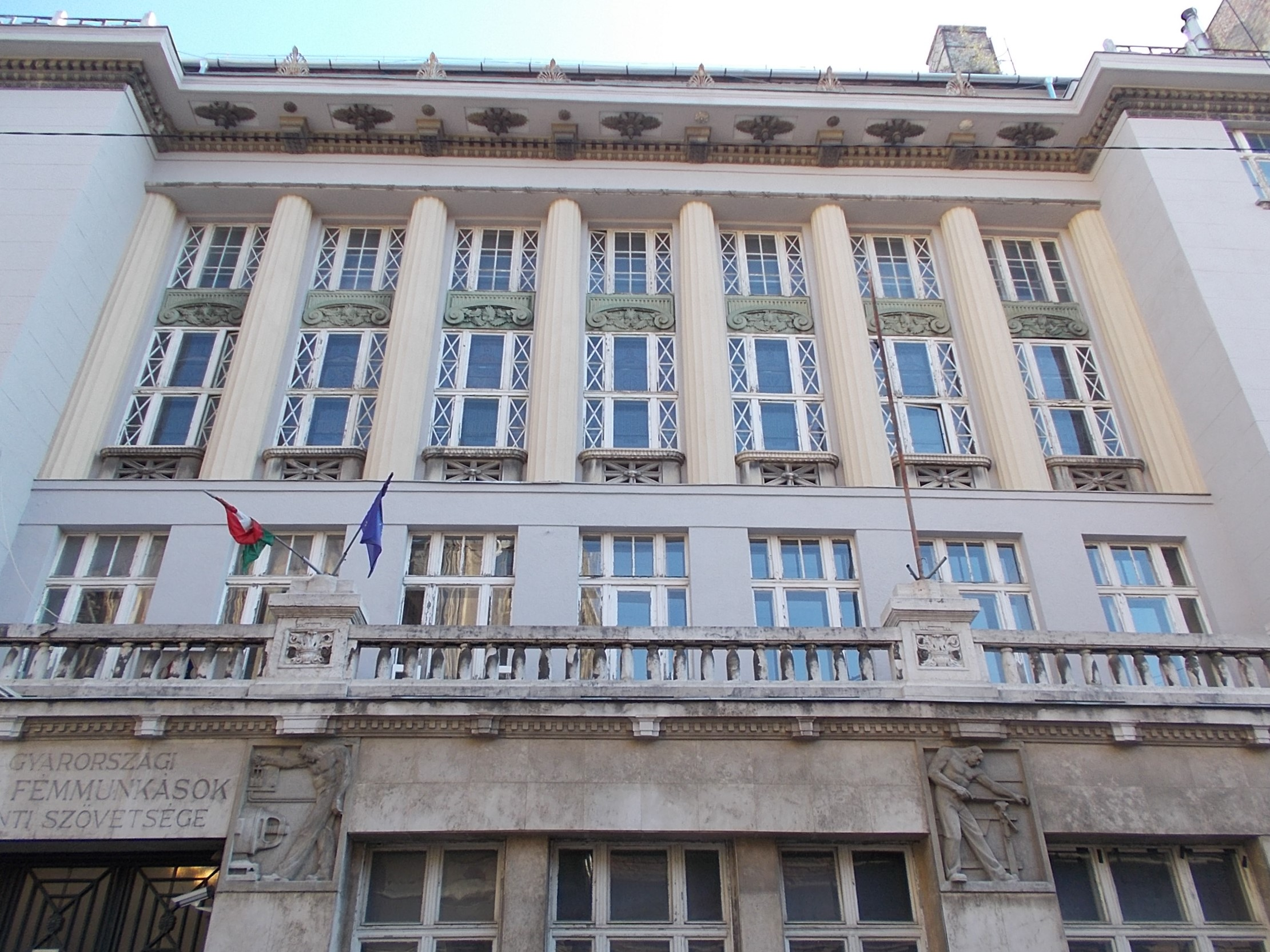
Vasas Szakszervezeti Szövetség székháza
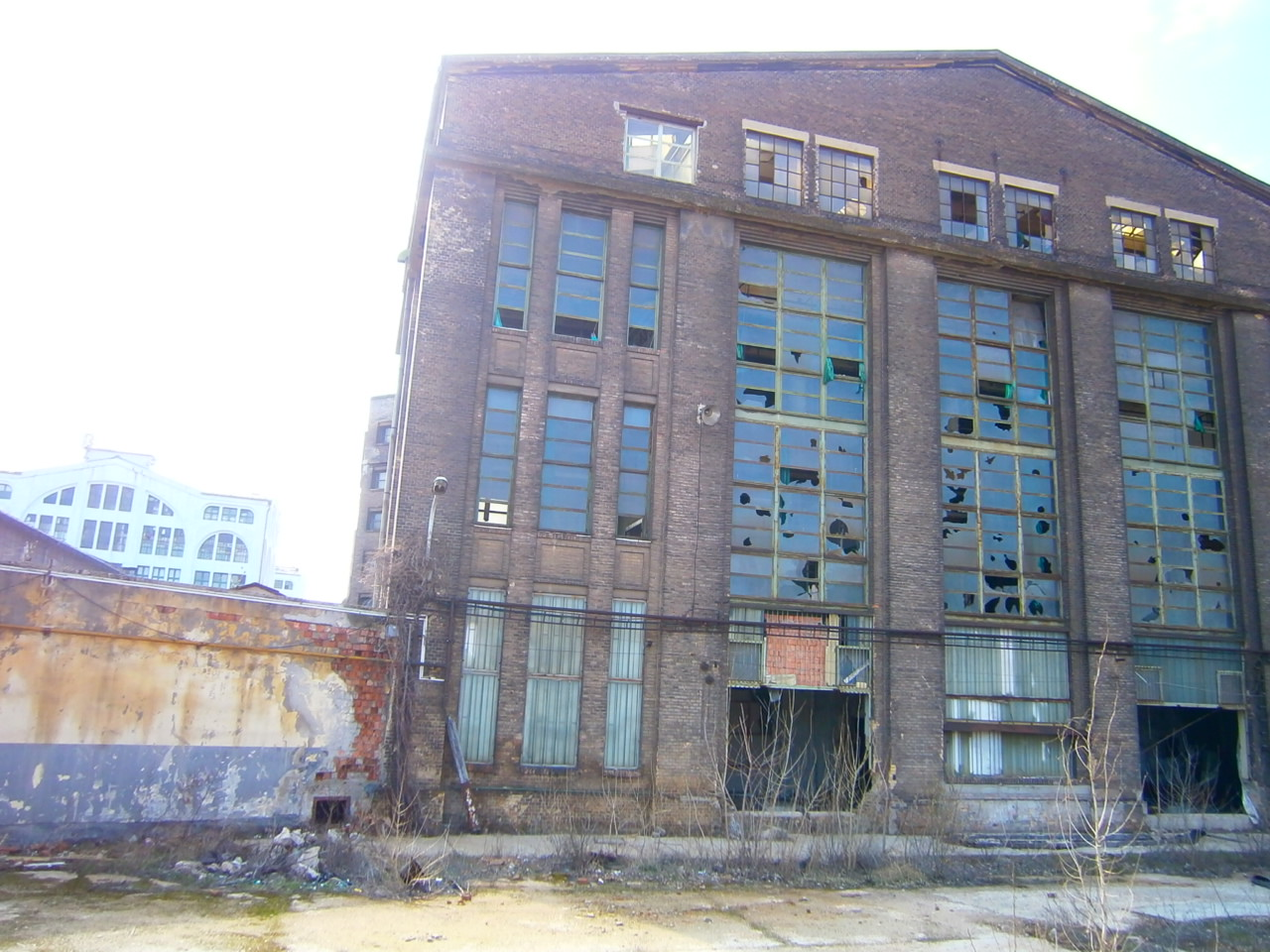
Fegyver- és Gázkészülékgyár
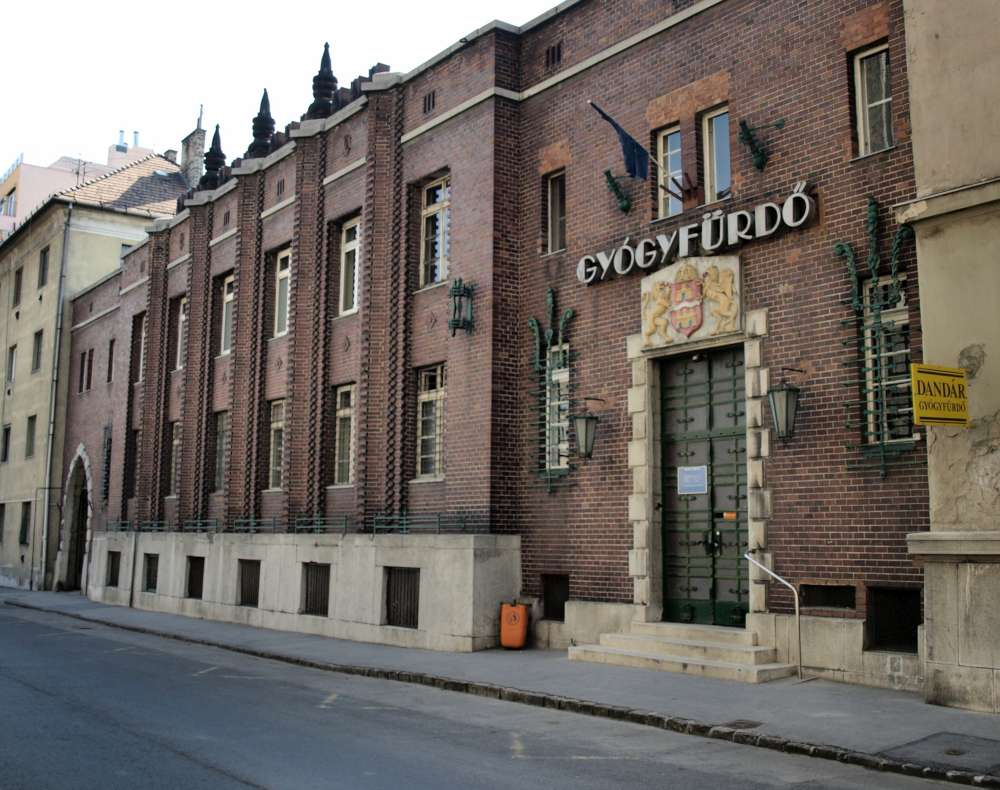
Dandár Gyógyfürdő
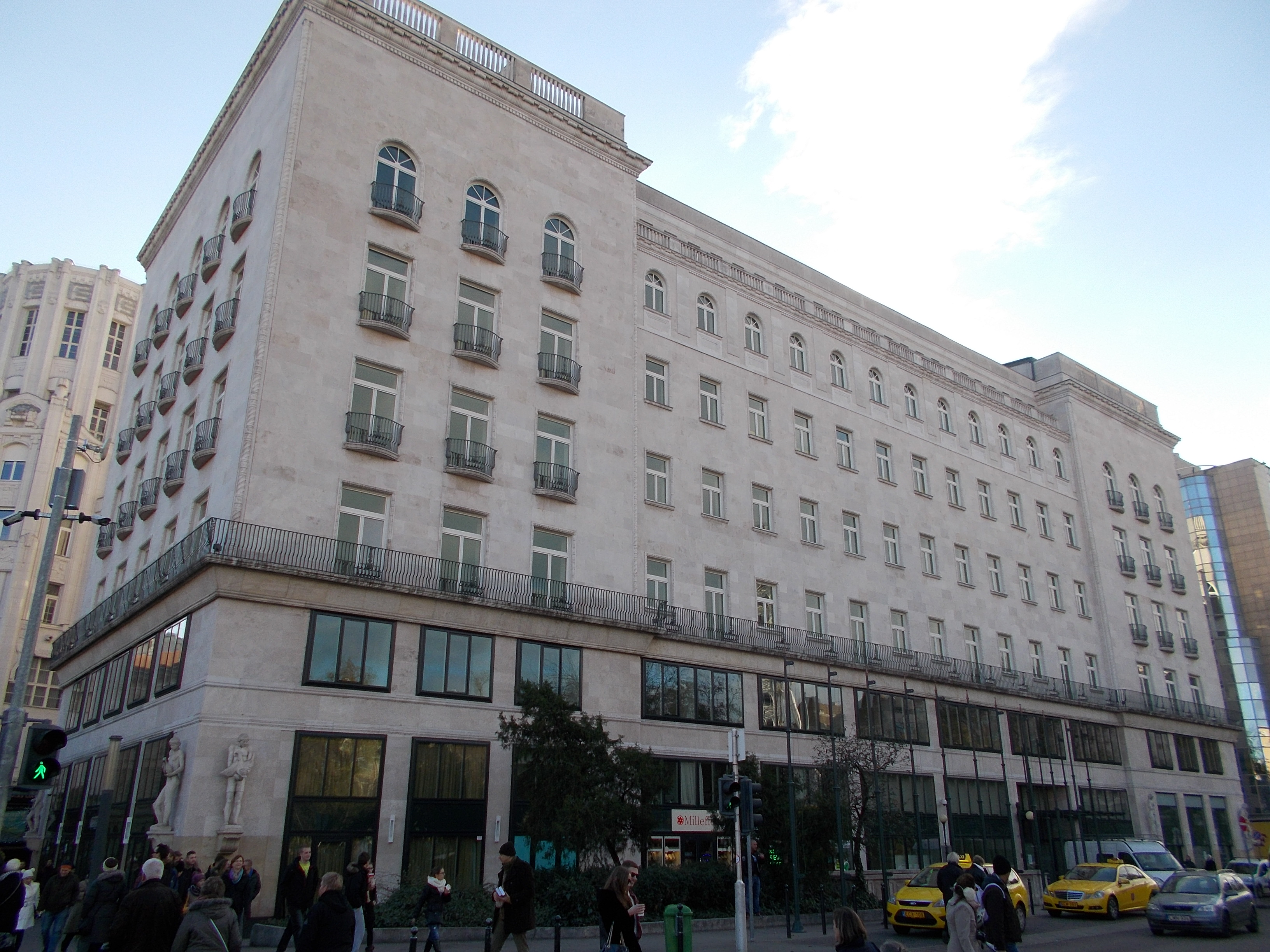
Adria biztosító székháza
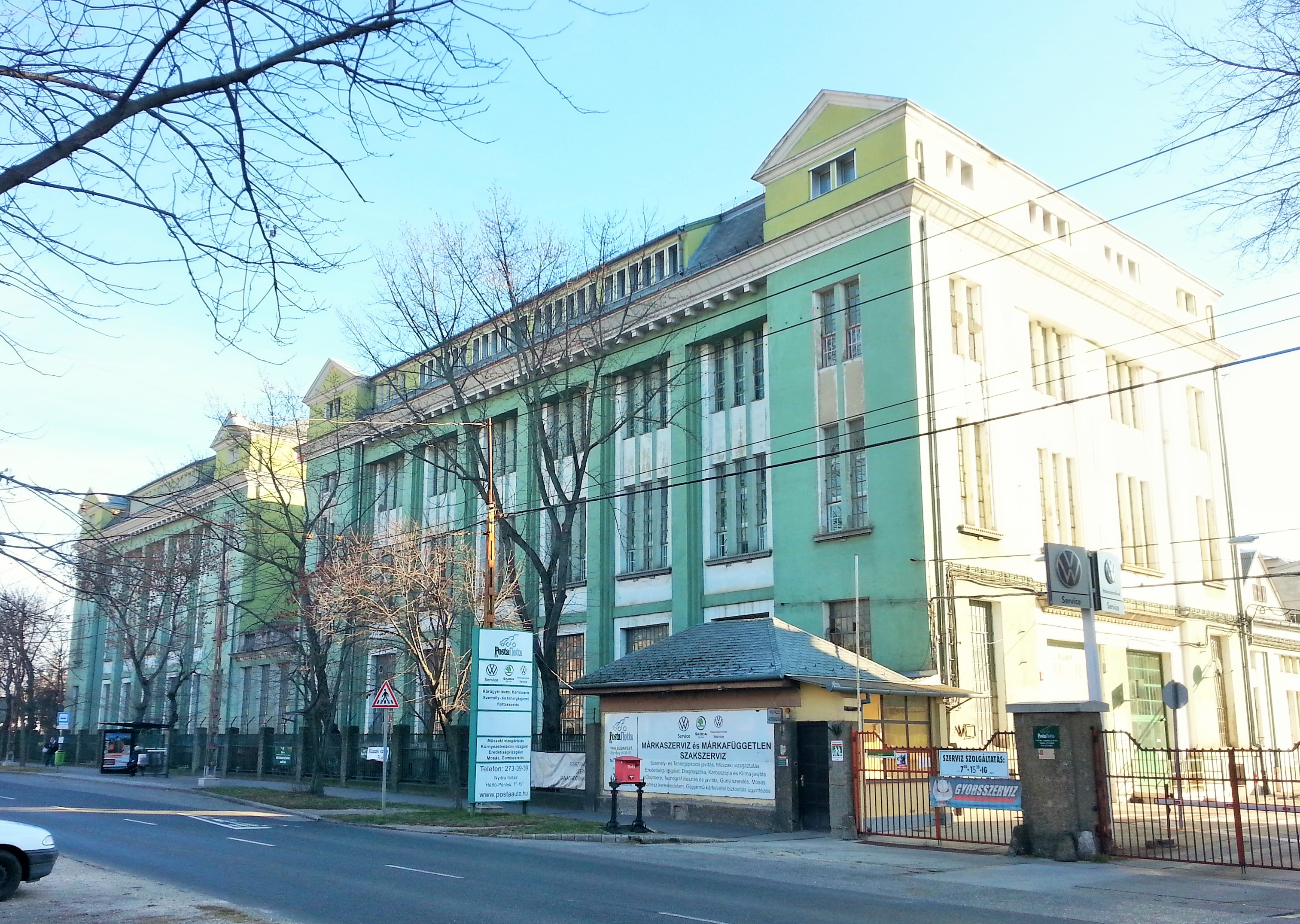
Magyar Posta Járműtelep
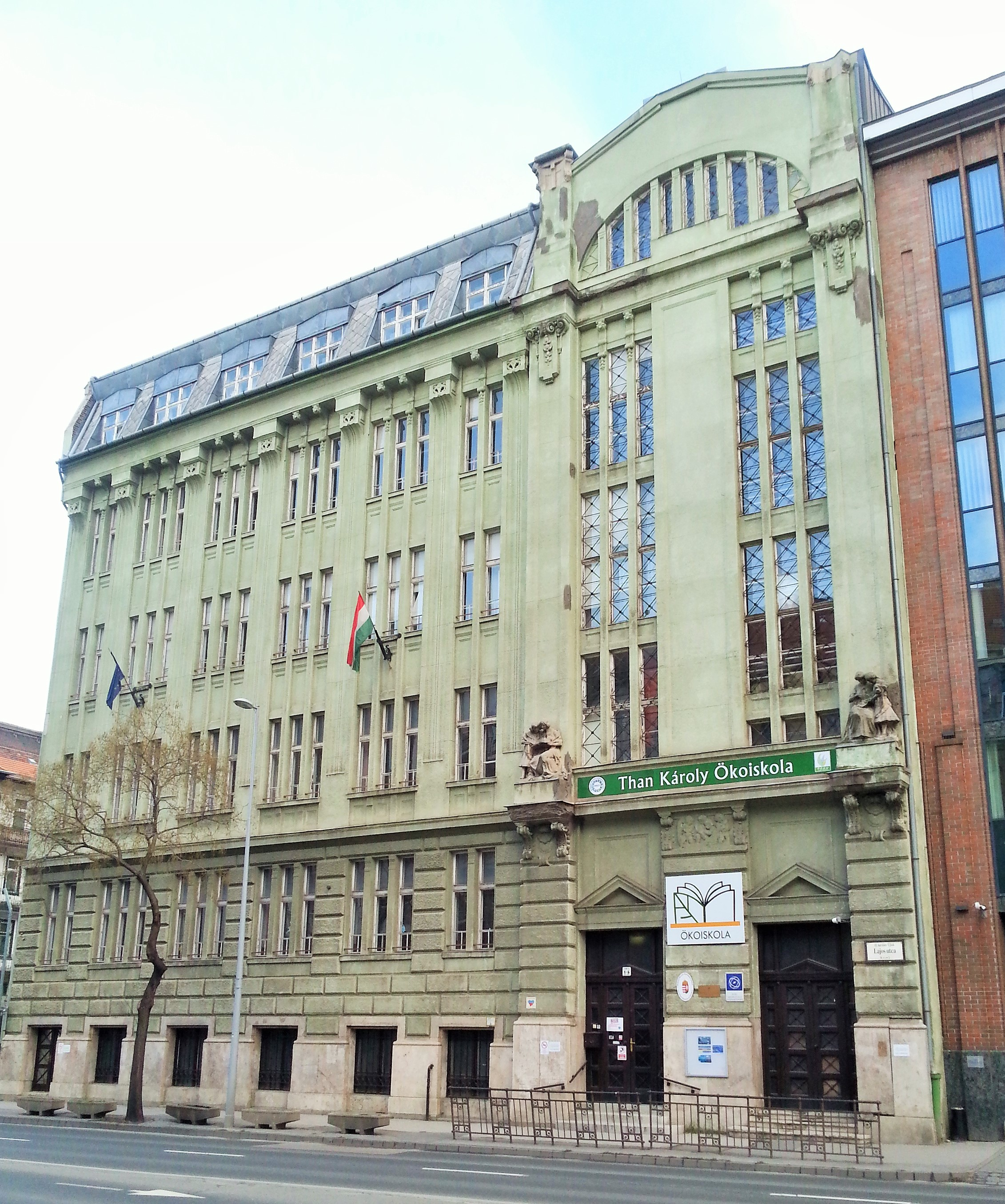
Than Károly Gimnázium
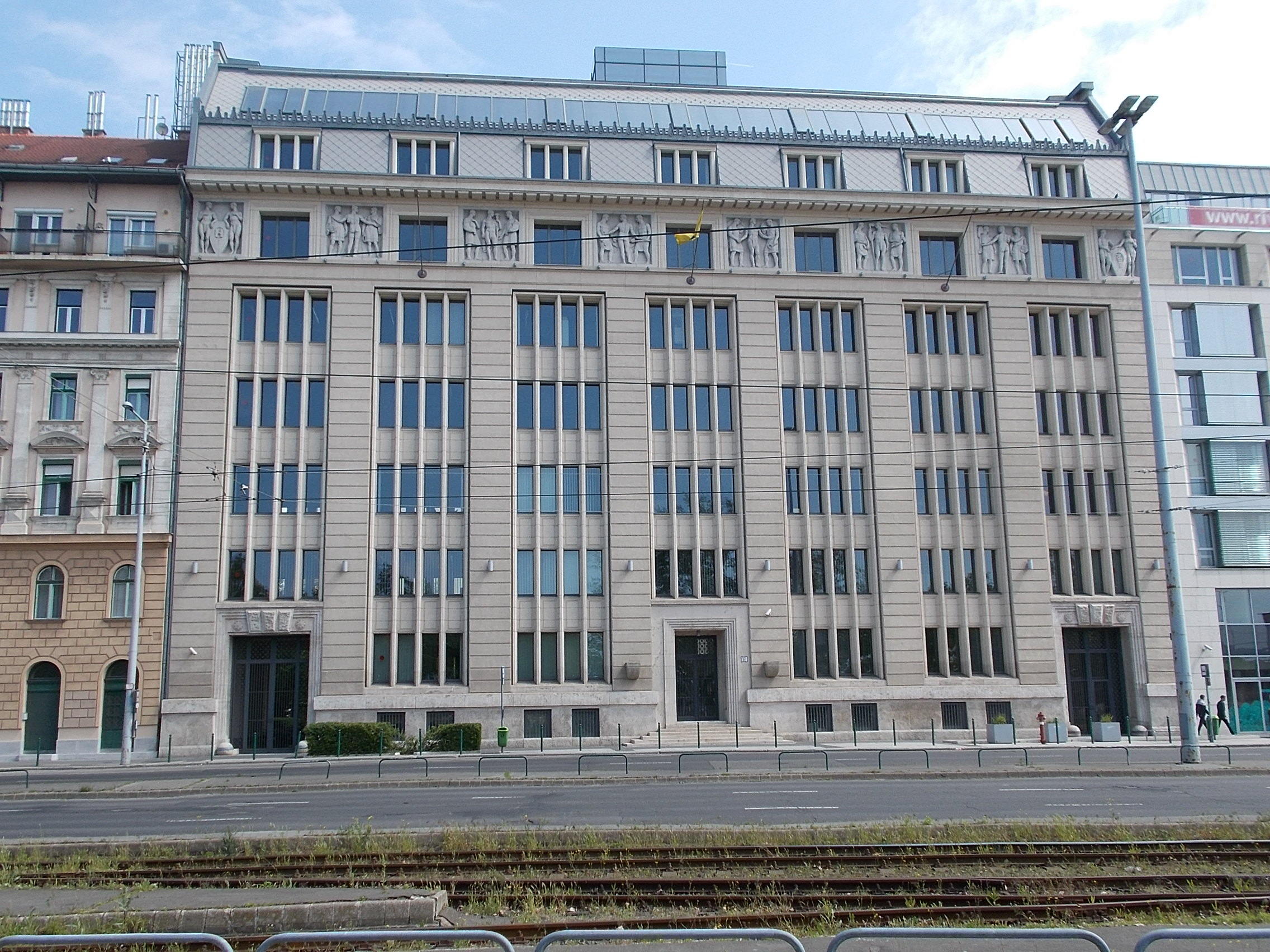
Hangya szövetkezet székháza
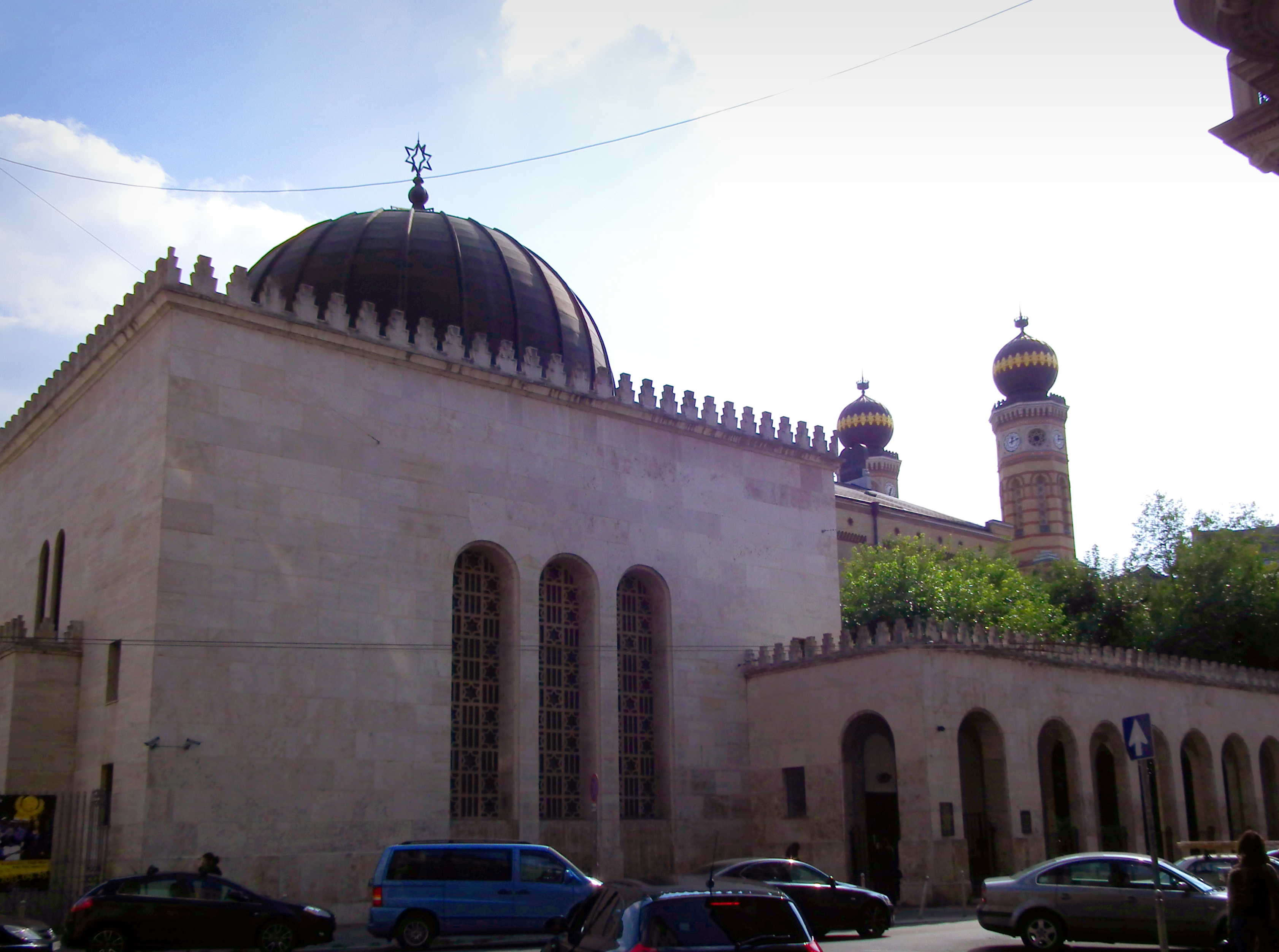
Hősök temploma
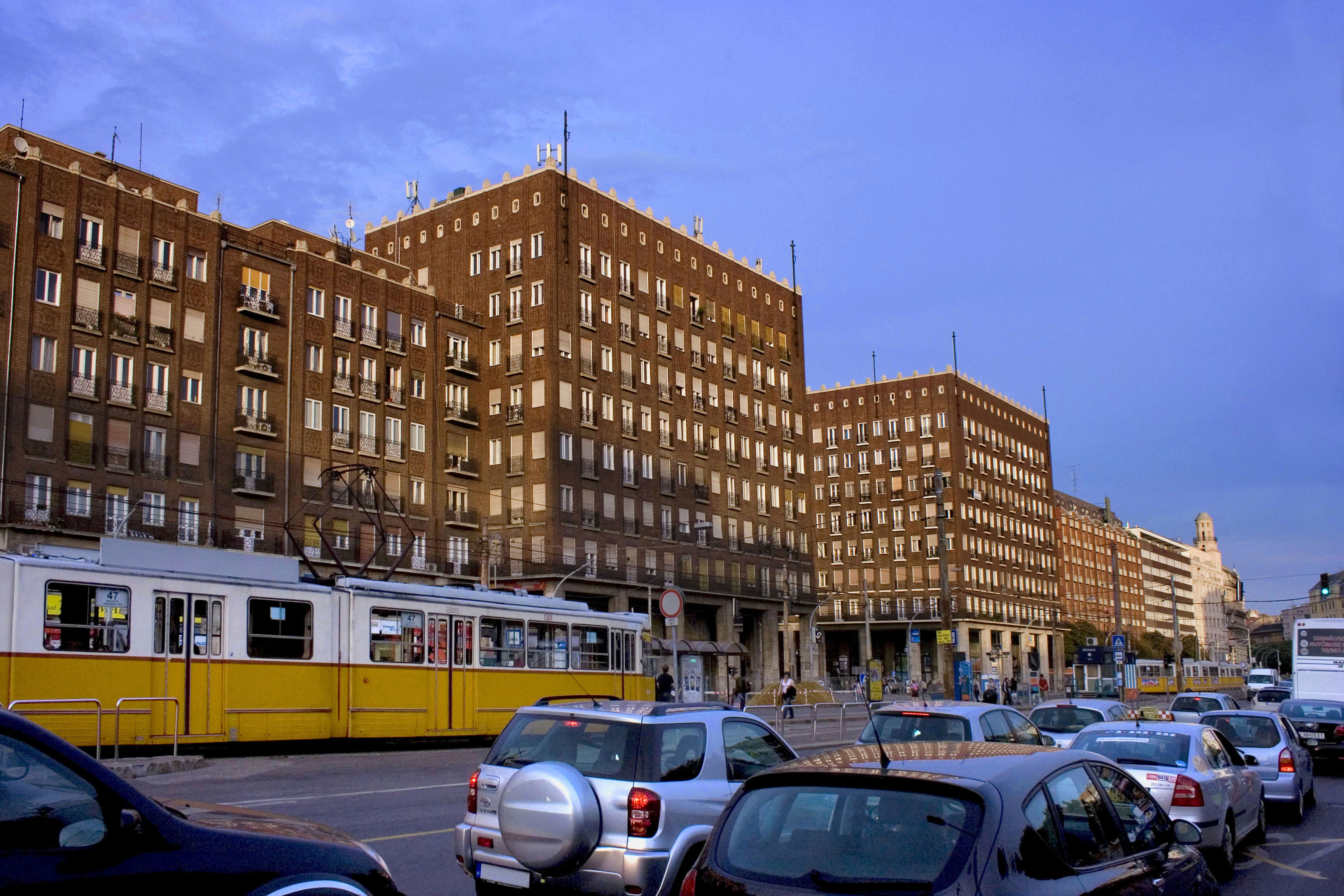
Madách téri épületegyüttes
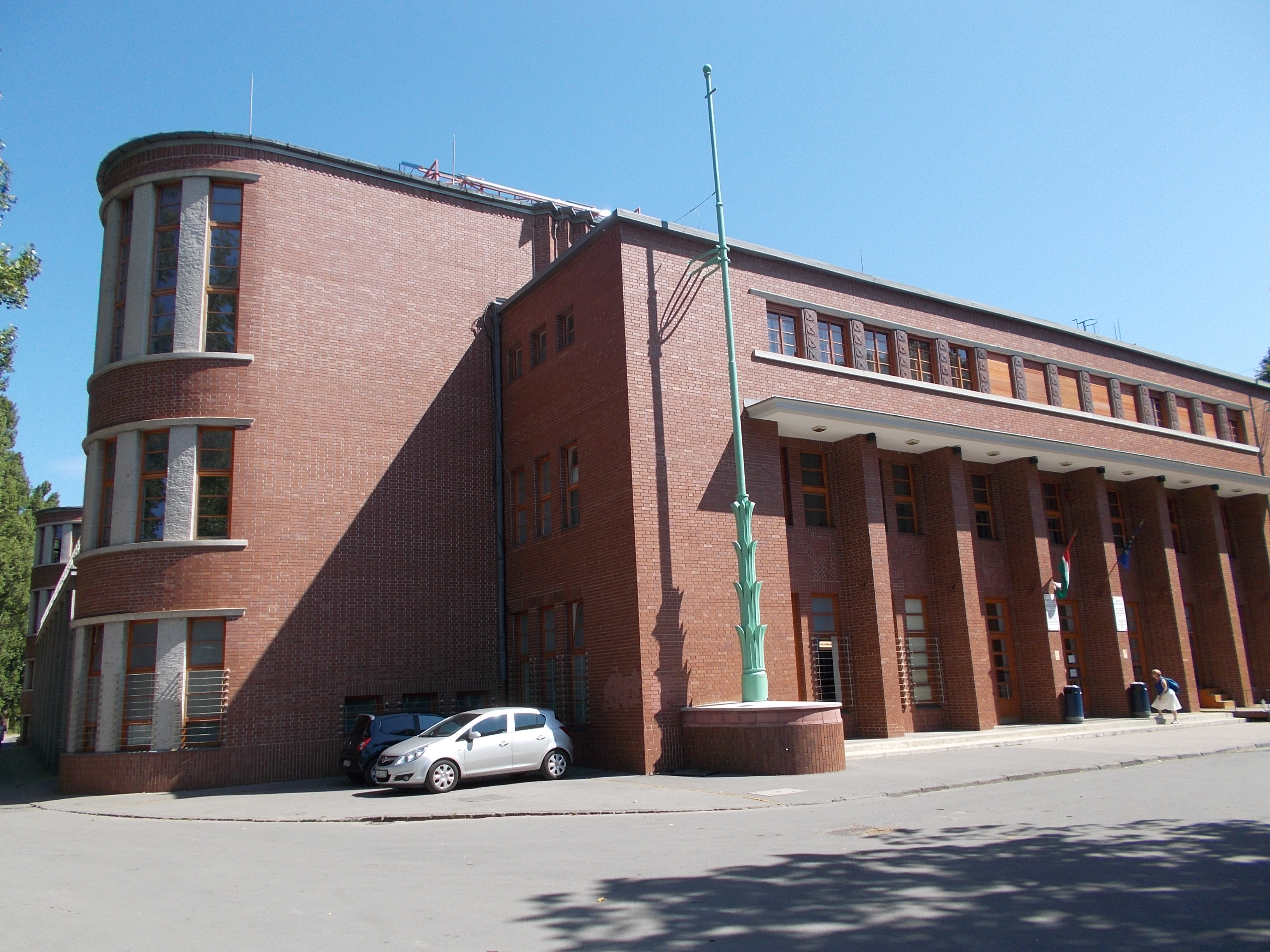
Margitszigeti Sportuszoda
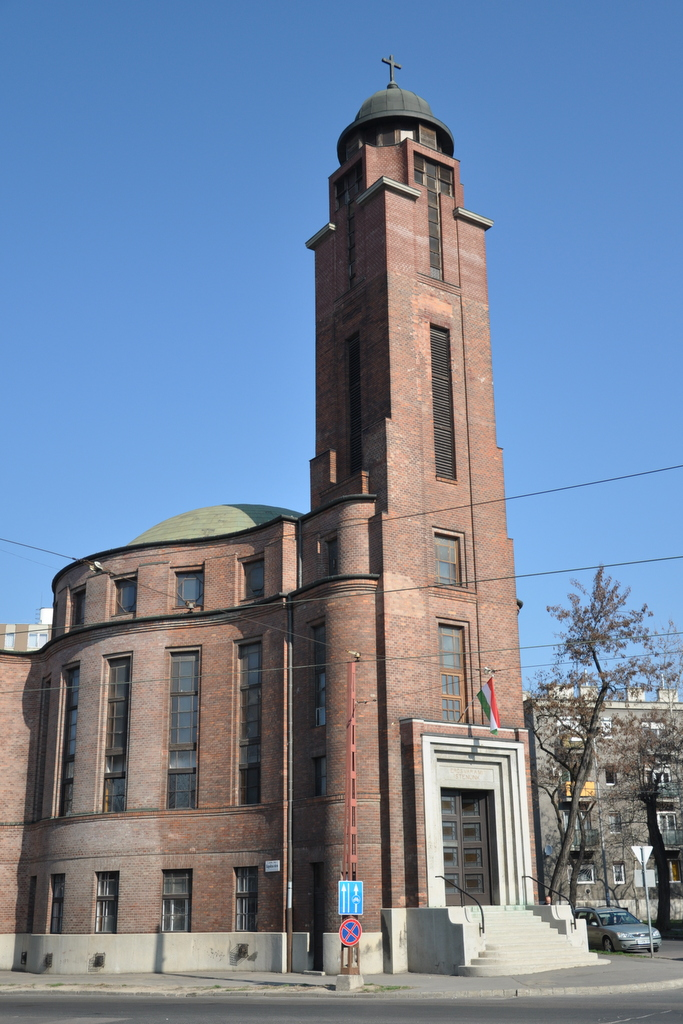
Kőbányai evangélikus templom
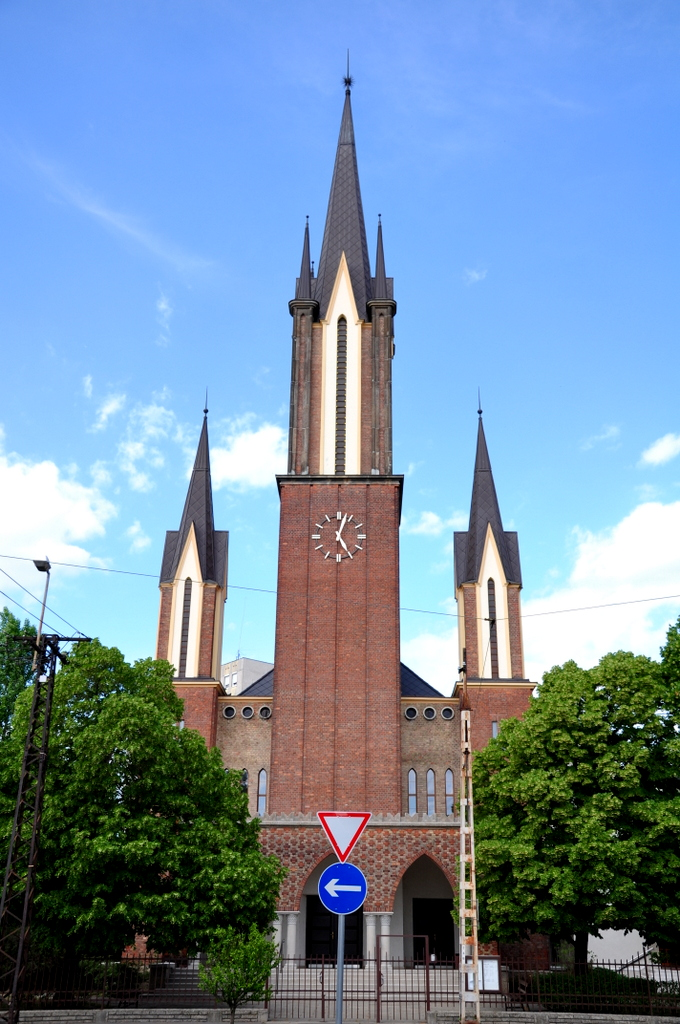
Rákospalota-óvárosi református templom
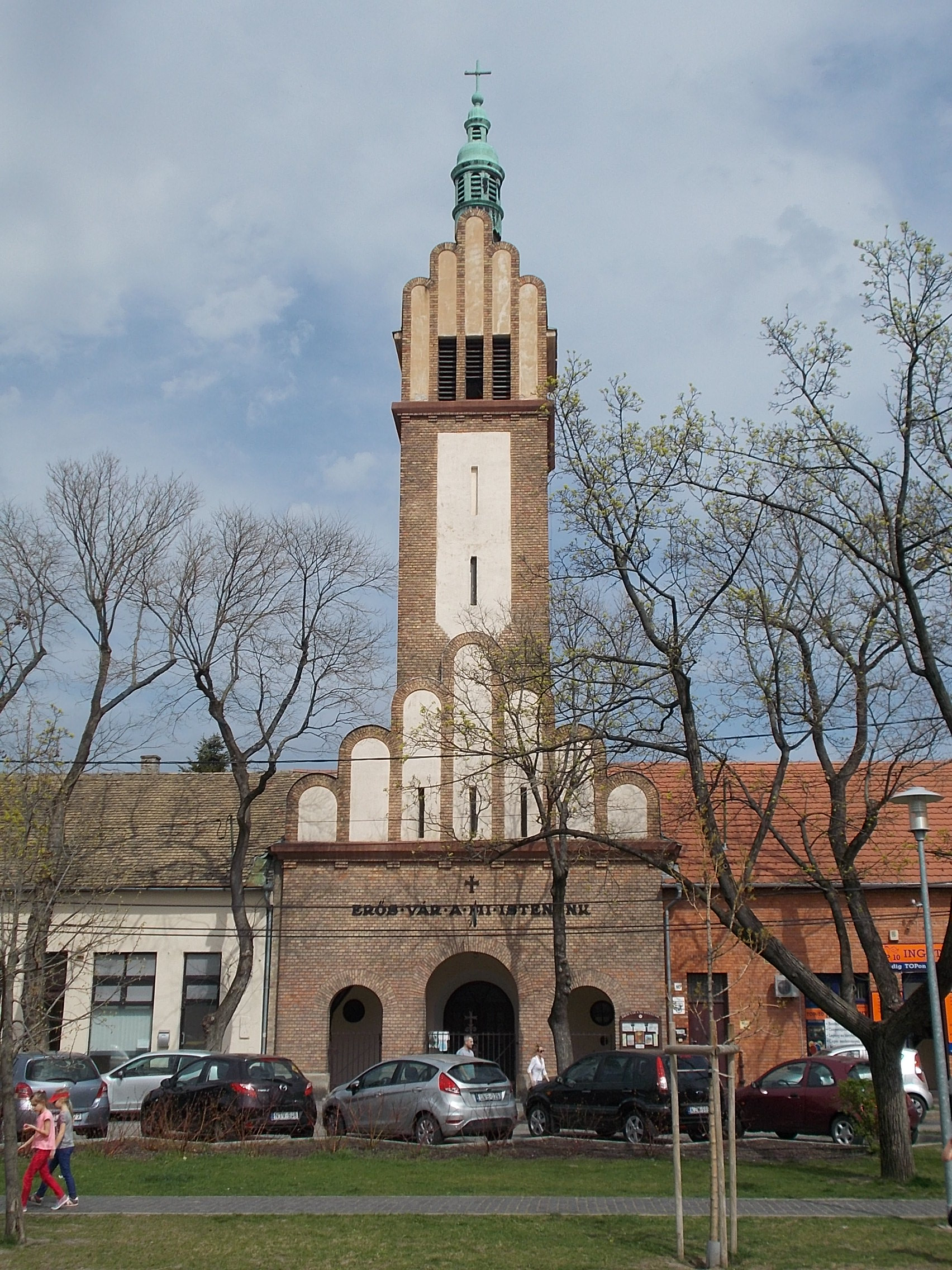
Rákosszentmihályi evangélikus templom
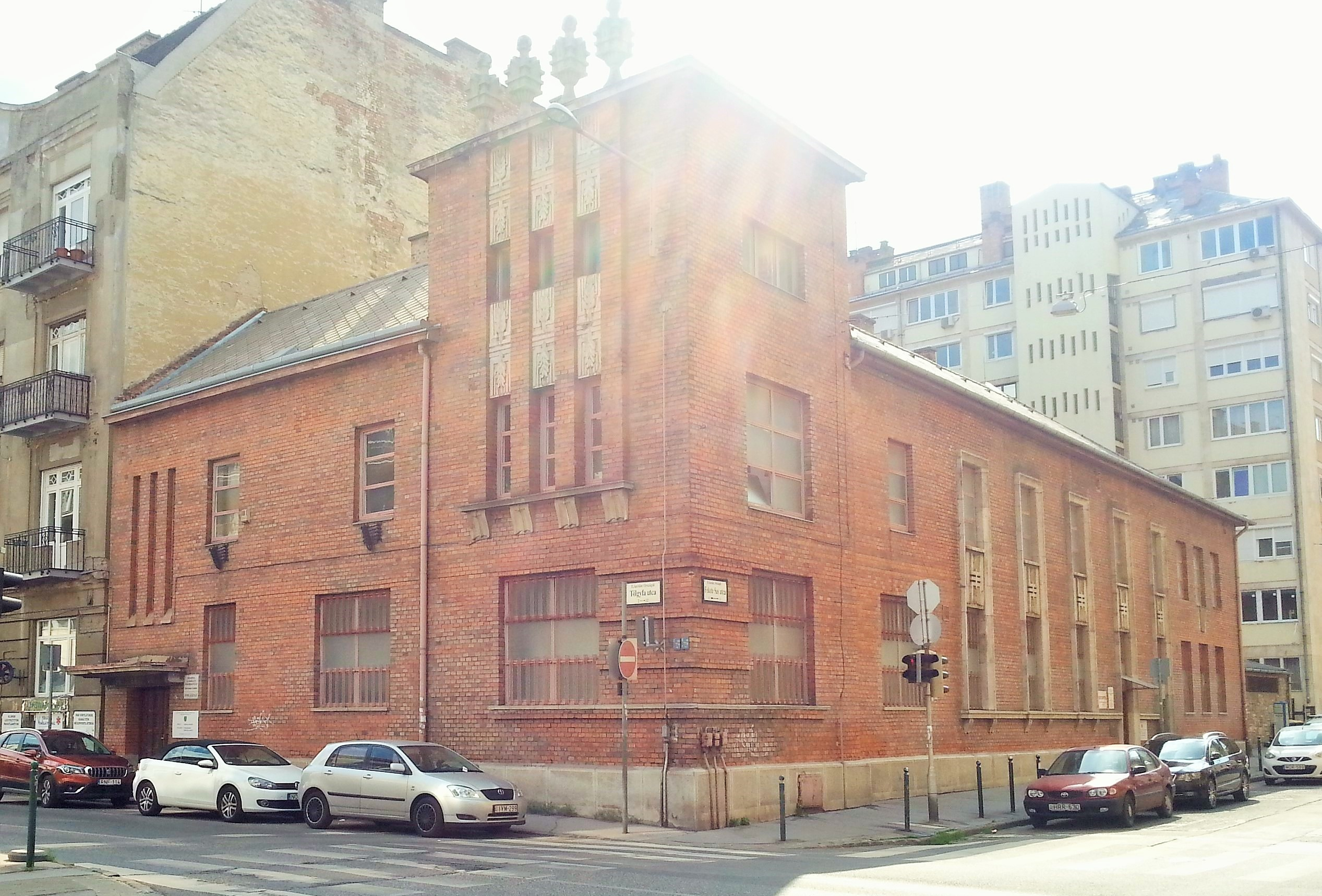
Tüdőbeteg-Gondozó Intézet

## Egyéb irodalom
- Merényi Ferenc: A magyar építészet 1867–1967, Műszaki Könyvkiadó, Budapest, 1969
- (szerk.) Ferkai András: Pest építészete a két világháború között, Modern Építészetért Építészettörténeti és Műemlékvédelmi Közhasznú Társaság, Budapest, 2001, ISBN 963-00-4753-5
- Ferkai András: Buda építészete a két világháború között. Művészeti emlékek, MTA Művészettörténeti Kutató Intézet, Budapest, 1995, ISBN 963-7381-57-0
- Pamer Nóra: Magyar építészet a két világháború között, Műszaki Könyvkiadó, Budapest, 1986, ISBN 963-10-6505-7
- (szerk.) Ritoók Pál – Hollósi Nikolett: Magyar építészet – A szecessziótól napjainkig, Kossuth Kiadó, Budapest, 2004, ISBN 963-09-4495-2
- Vadas József: A magyar art deco – Stílusok – korszakok, Corvina Kiadó, Budapest, 2005, ISBN 9789631354089
- (szerk.) Rozsnyai József (szerk.): Építőművészek a historizmustól a modernizmusig, Terc Szakkönyvkiadó, Budapest,  2018, ISBN 9786155445521
- Bolla Zoltán: A magyar art deco építészet I–II., Ariton Kft., Budapest, 2016–2017, ISBN 978-963-12-6691-7 és ISBN 9789631297454
- Bolla Zoltán:  Budapest Art Deco. Városnéző séták, Ariton Kft., Budapest, 2019,  helytelen ISBN kód: 978-963-12-8828-2
- Bolla Zoltán: Újlipótváros építészete 1861–1945, Ariton Kft., Budapest, 2019, ISBN 9786150058528
- Kovács Dániel: Art déco és modern Budapest, Kedves László Könyvműhelye, Budapest, 2019, ISBN 9786150049731